# Brankovtsi
Brankovtsi (Bulgaars: Бранковци) is een dorp in het noordwesten van Bulgarije. Zij is gelegen in de gemeente Gramada in oblast Vidin. Het dorp ligt 31 km ten zuidwesten van Vidin en 139 km ten noordwesten van Sofia.

## Bevolking
In de eerste telling van 1934 registreerde het dorp 1.339 inwoners. Dit aantal neemt sindsdien, net als elders in Noordwest-Bulgarije, in een rap tempo af. Op 31 december 2019 werden er 98 inwoners geteld.
|  |

Van de 116 inwoners reageerden er 116 op de optionele volkstelling van 2011. Alle inwoners identificeerden zichzelf als etnische Bulgaren (100%).
| Etnische samenstelling van de respondenten (2011) | Etnische samenstelling van de respondenten (2011) | Etnische samenstelling van de respondenten (2011) | Etnische samenstelling van de respondenten (2011) | Etnische samenstelling van de respondenten (2011) |
| ------------------------------------------------- | ------------------------------------------------- | ------------------------------------------------- | ------------------------------------------------- | ------------------------------------------------- |
|                                                   |                                                   |                                                   |                                                   |                                                   |
| Bulgaren                                          | Bulgaren                                          |                                                   | 100,0%                                            | 100,0%                                            |
| Turken                                            | Turken                                            |                                                   | 0,0%                                              | 0,0%                                              |
| Roma                                              | Roma                                              |                                                   | 0,0%                                              | 0,0%                                              |
| Anders/Onbekend                                   | Anders/Onbekend                                   |                                                   | 0,0%                                              | 0,0%                                              |

De bevolking van het dorp is sterk verouderd. In februari 2011 telde het dorp 116 inwoners, waarvan 0 tussen de 0-14 jaar oud (0%), 38 inwoners tussen de 15-64 jaar (33%) en 78 inwoners van 65 jaar of ouder (67%).